# Stanica (Przeworno)
Stanica (deutsch Haltauf) ist ein Dorf im Powiat Strzeliński in der Woiwodschaft Niederschlesien in Polen, das zur Gemeinde Przeworno (Prieborn) gehört.

## Geographie
Stanica liegt etwa 12 km nordöstlich von Ziębice (Münsterberg).

## Politische Zugehörigkeit
Haltauf gehörte zum Fürstentum Münsterberg in Schlesien. In preußischer Zeit zum Kreis Münsterberg, seit 1. Oktober 1932 zum Kreis Strehlen und nach dem Zweiten Weltkrieg zur Republik Polen. Hier zunächst zur Woiwodschaft Breslau, 1975–1998 zur Woiwodschaft Wałbrzych und seit 1999 zur Woiwodschaft Niederschlesien, Powiat Strzeliński (Strehlen).

## Geschichte
Die kleine Ortschaft wurde erstmals im 16. Jahrhundert erwähnt. 1580 gehörte das Dorf einem Peter von Sebottendorf. In den 1620er Jahren wurde ein Adam von Sauerma auf Eichenau als neuer Besitzer erwähnt. 1639 erwarb es von dessen Witwe die Familie von Gaffron und Oberstradam. Die verkaufte es zunächst 1808 an Friedrich von Minckwitz und erwarb es 1832 erneut. 1882 erfolgte der endgültige Verkauf an das Haus Sachsen-Weimar, anschließend blieb es bis zum Ende des Zweiten Weltkrieges im Besitz von bürgerlichen Familien.
Das letzte Herrenhaus in Haltauf wurde im 19. Jahrhundert umgebaut. Es verfiel nach 1945, dann wurden einige Erhaltungsmaßnahmen durchgeführt und seit 1982 steht es unter Denkmalschutz.

## Kirche
Haltauf gehörte zur evangelischen Kirche in Schreibendorf. Die wenigen katholischen Einwohner gehörten zur Kirche in Berzdorf.

## Einwohner
| 1785 |  | 100                       |
| 1840 |  | 132 (davon 20 katholisch) |
| 1901 |  | 151                       |
| 1913 |  | 149                       |
| 1941 |  | 156                       |